# Hyphantria orizaba
Hyphantria orizaba là một loài bướm đêm thuộc phân họ Arctiinae, họ Erebidae.